# Bałków
Bałków is een plaats in het Poolse district  Włoszczowski, woiwodschap Święty Krzyż. De plaats maakt deel uit van de gemeente Radków en telt 420 inwoners.